# Pico Cristóbal Colón
Pico Cristóbal Colón là ngọn núi cao nhất Colombia, với chiều cao ước tính là 5.700 m (18.700 ft). Đây cũng là đỉnh cao nổi bật nhất thứ năm trên thế giới.
Cristóbal Colón là một phần của dãy núi Sierra Nevada de Santa Marta, cùng với Pico Simón Bolívar. Đỉnh cao được đặt tên theo Christopher Columbus.
Pico Cristóbal Colón và Pico Simón Bolívar là hai đỉnh cao nhất ở Colombia và gần như bằng nhau về độ cao. Trên những ngọn núi đó có tuyết phủ vĩnh viễn .
Pico Cristóbal Colón lần đầu tiên được G. Wood, A. Bakerwell và E. Praolini leo lên năm 1939 .
Điểm cao nhất gần đó nhất là Volcán Cayambe, cách khoảng 1.288 km (800 dặm).